# Ninguém como Tu
Ninguém como Tu é uma telenovela portuguesa que foi transmitida na TVI de 3 de abril a 20 de dezembro de 2005, substituindo Baía das Mulheres e sendo substituída por Dei-te Quase Tudo. É da autoria de Rui Vilhena.
Conta com Alexandra Lencastre, Vítor Norte, Dalila Carmo, Manuela Couto, Ricardo Carriço, Nuno Homem de Sá, Benedita Pereira e José Fidalgo nos papéis principais.

## Sinopse
No primeiro episódio desta história, os personagens são-nos apresentados em três acontecimentos de grande suspense: um casamento que está na iminência de não se realizar, um desfalque e o desaparecimento de uma criança.
Luiza Albuquerque está a braços com a preparação do casamento da sua filha Teresa. A noiva não está muito convencida do passo que vai dar e nas vésperas da cerimónia conhece Miguel Rosa. Este salva-a de um conflito em pleno aeroporto quando Teresa vai buscar a sua irmã Isabel, vinda de Nova Iorque para o casamento. Teresa apaixona-se por Miguel mas põe o amor dos dois nas mãos do destino: se não voltarem a encontrar-se até ao dia seguinte, cada um seguirá a sua vida.
No dia do casamento, enquanto Teresa se debate com a dúvida da decisão que tem que tomar, a família Albuquerque é assombrada pela notícia de que a empresa de Mário sofreu um desfalque feito pelo seu diretor financeiro e pela sua secretária Leonor Esteves, deixando-os na miséria. Luiza vê-se, assim, entre uma filha que não quer casar com um homem rico e um marido na falência. O destino dos Albuquerque fica nas mãos de Teresa.
Luiza e as suas duas irmãs, Júlia e Dulce, filhas de Luciano e Milú, têm uma relação pouco próxima e tensa, ponto de partida para os grandes conflitos familiares.
No primeiro episódio, Luiza vai ainda ao encontro de outra situação familiar. Jaime, filho adoptivo de Júlia, desaparece sem deixar rasto, deixando todos desesperados. Luiza não se mostra muito preocupada, pois o casamento da filha é a sua única prioridade. A procura de Jaime faz com que Luiza e Pedro, seu cunhado, casado com Dulce, se encontrem e fiquem sozinhos por momentos ao fim de muitos anos, despertando o grande amor adormecido que os une desde sempre. Dulce e Pedro têm dois filhos: Ana, que esconde também um segredo do seu passado, e João, um jovem à descoberta da sua sexualidade.
Teresa acaba por fugir do casamento, passando a ser uma noiva em fuga, em busca do amor. Acaba por se perder entre o Restelo e Almada e vai parar a casa de Alexandre Costa, um cartomante cheio de boa disposição. Este é filho de Conceição, uma senhora religiosa que vive bem com a orientação sexual do filho, mas a quem não agrada a presença do Tarot em sua casa. Com eles virá morar Henrique, sobrinho de Conceição, que vem para Lisboa estudar Medicina. Pelos menos, é o que todos pensam, já que Henrique esconde um segredo surpreendente.
Alexandre e Conceição são vizinhos de Júlia. No mesmo prédio vivem Paula e Frederico Duarte, um casal tradicional que não aparenta grandes complicações. No entanto, o temperamento machista de Frederico será o cerne de problemas. Juntos têm um filho, Guilherme Duarte, amigo de Jaime e o grande cúmplice na fuga deste. Eugénia Macieira, mãe de Paula, deixa a vila onde vive e vem para a cidade ajudar a sua filha, entrando em contacto com um mundo novo, que lhe faz confusão em quase todos os detalhes.
Beatriz é casada com António Paiva Calado e mãe de dois filhos, Nuno e Inês, uma jovem cleptomaníaca. Beatriz, amiga de Luiza, não é uma mulher feliz devido às sucessivas traições de António. Quem apoiará Beatriz em todas estas situações por que passará é o seu cunhado Gabriel, um cirurgião plástico, viúvo e com a filha Carmo, que tudo faz para arranjar uma namorada ao pai.
Quando Mário declara a falência da sua empresa, os Albuquerque são obrigados a abdicar do conforto a que sempre se habituaram. Mas Luiza não aceita este retrocesso na sua vida e, sem hesitações, divorcia-se de Mário. A partir desde momento, a família segue rumos opostos: enquanto Mário e Teresa reaprendem a viver num humilde T2 na Margem Sul, Luiza decide recuperar tudo aquilo a que julga ter direito. Beatriz, sua melhor amiga, será a primeira vítima desta escalada social. Aproveitando-se das infidelidades de António e das fragilidades de Beatriz, agora os novos proprietários da sua antiga casa, Luiza dissimuladamente leva a cabo o seu objectivo: provocar a separação dos dois para assim casar com António e recuperar a vida desafogada que perdeu. Quem a irá ajudar em todos os passos deste plano será Guida, editora de uma revista cor-de-rosa.
Durante este périplo de ganância, Luiza colecionará vários inimigos. Para além da amarga relação com a irmã Júlia (a única pessoa que sempre soube da sua falta de caráter) e da frieza da filha Teresa, Luiza terá de enfrentar os desaforos da sobrinha Ana, a concorrência de Leonor - que também está interessada no dinheiro de António -, as desconfianças de Gabriel e o ódio de Inês. Quando finalmente está prestes a atingir o seu primeiro objetivo, Luiza depara-se ainda com outro grande obstáculo: Glória e José, um casal pelintra e ávido, que se faz passar por milionário e que vê em Luiza a oportunidade para se infiltrarem no jet-set português.

## Elenco

### Elenco principal
- Alexandra Lencastre - Luiza Gaspar dos Santos Albuquerque/Paiva Calado
- Vítor Norte - Mário Menezes Albuquerque
- Dalila Carmo - Júlia Gaspar dos Santos
- Manuela Couto - Dulce Gaspar dos Santos Paredes da Silva
- Ricardo Carriço - Pedro Paredes da Silva
- Nuno Homem de Sá - António Paiva Calado
- Benedita Pereira - Teresa Gaspar dos Santos Menezes Albuquerque
- José Fidalgo - Miguel Rosa

### Elenco recorrente
- António Pedro Cerdeira - Frederico Duarte
- Suzana Borges - Beatriz Paiva Calado
- Vera Alves - Paula Macieira Duarte
- Pedro Lima - Gabriel Paiva Calado
- São José Correia - Leonor Esteves
- Sofia de Portugal - Glória Leite Almeida/Pires da Fonseca
- Joaquim Horta - Alexandre Costa
- Sofia Aparício - Margarida «Guida» Martins
- Albano Jerónimo - Tiago Nunes
- Maria João Falcão - Inês Paiva Calado
- Liliana Santos - Isabel Gaspar dos Santos Menezes Albuquerque
- Alexandre Ferreira - Nuno Paiva Calado

### Atores convidados
- Sinde Filipe - Luciano Gaspar dos Santos
- Lia Gama - Conceição Costa
- Márcia Breia - Eugénia Macieira
- Rosa Lobato Faria - Maria de Lurdes «Milú» Gaspar dos Santos

### Elenco secundário
- Lourenço Henriques - José Leite Almeida/Pires da Fonseca
- Márcia Leal - Ana Gaspar dos Santos Paredes da Silva
- Frederico Barata - João Gaspar dos Santos Paredes da Silva
- Cláudia Aguizo - Mariana Martins
- Guilherme Barroso - Henrique Costa Arvana

### Elenco infantil
- João Pedro Cary - Jaime Gaspar dos Santos
- João Secundino - Guilherme «Gui» Macieira Duarte
- Patrícia Franco - Carmo Paiva Calado

### Elenco adicional
- Anna Paula - Berta
- Bruno Rossi - Álvaro
- Carlos Barradas - Gonçalo Morais
- Carlos Dias - Segurança (festa de aniversário de António)
- Cláudia Oliveira - Elisa
- Eurico Lopes - André
- Fátima Custódia - Rosário
- Fernando Guimarães - Pai de Rui Barreto de Castro (noivo de Teresa)
- Francisco Nascimento - Cleptomaníaco
- Grace Mendes - Sandra
- Guida Ascensão - Recepcionista do condomínio
- Joana Figueira - Ofélia
- Joana Seixas - Irina Antunes, inspetora da judiciária
- Joaquim Custódia - Motorista de Mário
- Jorge Mota - Rui Gedião, inspetor da judiciária
- José Neves - Afonso
- Júlio Cardoso - Ricardo Gomes
- Laurinda Ferreira - Manuela Gomes
- Lauro Figueiroa - Professor de Jiu Jitsu
- Luís Alberto - Dr. Carlos Pinho
- Maria Simões - Lurdes, a empregada de Luiza
- Miguel Assis - Antero
- Miguel Sá Monteiro - Rui Barreto de Castro
- Orlando Costa - Victor
- Patrícia Adão Marques - Vânia (Recepcionista do consultório de Gabriel)
- Patrícia Roque - Mónica
- Paulo Rocha - Rafael Pinheiro
- Pedro Borges - Agente imobiliário
- Pedro Gouveia - Sérgio Lima
- Rosalina Nogueira - Mãe de Rui Barreto de Castro (noivo de Teresa)
- Rui de Sá - Albano Ferreira
- Rui Quintas - Ladrão
- Sónia Cláudia - Carla
- Sofia Póvoas - Funcionária do laboratório clínico
- Tina Barbosa - Natália
- Tozé Martinho - Ele próprio

## Exibição
A telenovela estreou na TVI a 3 de abril de 2005. Terminou a 20 de dezembro do mesmo ano, com 199 episódios exibidos.
A telenovela foi reexibida entre 4 de março e 25 de outubro de 2013, ao longo de 175 episódios, ao início da tarde, na TVI. Substituiu Tempo de Viver e foi substituída por A Outra.
Na TVI Ficção, a novela foi reposta a 4 de maio de 2015, sendo novamente reposta no canal a 12 de agosto de 2019. A 18 de novembro de 2020 voltou à grelha da TVI Ficção pela 3ª vez, substituindo a novela Mistura Fina. Esta reposição terminou a 22 de junho de 2021.

### Exibição internacional
A telenovela foi lançada a 1 de agosto de 2024 na plataforma de streaming Amazon Prime Video.
| País  | Transmissão        | Título adaptado | Episódios | Lançamento          |
| ----- | ------------------ | --------------- | --------- | ------------------- |
| Mundo | Amazon Prime Video | Ninguém como Tu | 187       | 1 de agosto de 2024 |

## Banda sonora
| N.º | Título                        | Música          | Personagem        | Duração |  |
| 1.  | "Não há"                      | João Pedro Pais | Genérico          |         |  |
| 2.  | "Quero é viver"               | Humanos         | Luiza Albuquerque |         |  |
| 3.  | "Escuridão (Vai por mim)"     | Jorge Palma     | Tema geral        |         |  |
| 4.  | "Matas-me com o teu olhar"    | UHF             | Leonor            |         |  |
| 5.  | "Sei que vou mais além"       | Os Anjos        | Júlia e Tiago     |         |  |
| 6.  | "Mais que uma vez"            | João Pedro Pais | Pedro             |         |  |
| 7.  | "Laços"                       | Toranja         | Miguel            |         |  |
| 8.  | "Chuva"                       | Lúcia Moniz     | Paula e Mário     |         |  |
| 9.  | "Quase Perfeito"              | Donna Maria     | Teresa            |         |  |
| 10. | "Fugir dos Meus Medos"        | Beto            | Luciano           |         |  |
| 11. | "Medo de Voltar a Amar"       | Ménito Ramos    | Gabriel           |         |  |
| 12. | "Chegar a Ti"                 | Rita Guerra     | Luiza e Pedro     |         |  |
| 13. | "Eu Sou Assim"                | Jorge Marante   | Dulce e Pedro     |         |  |
| 14. | "I'll Stand By You"           | Girls Aloud     | Teresa e Miguel   |         |  |
| 15. | "Se Esse Tempo Voltasse"      | Milénio         | Ana               |         |  |
| 16. | "Toda a Noite"                | Sexto Sentido   | Jaime             |         |  |
| 17. | "It ain't easy (on your own)" | Ricky Fante     |                   |         |  |

### Temas extra
1. "A Vida Quer Passar" - Sandra Fidalgo
2. "Fugir do Amor é Morrer Beto" - João
3. "Depois do Nada" - Gardénia

## Audiência
- Ninguém Como Tu estreou a 3 de abril de 2005 com 14.3% de audiência média e 33.9% de share[1], tendo o ultimo episódio registado a melhor audiência da novela, a 20 de dezembro de 2005, com 25.9% e 67.2% de share.[2]
- O total de 199 episódios registou uma audiência média de 16.5% e 42.3% de share, sendo um dos maiores sucessos da dramaturgia portuguesa.[3]